# Giovanni Battista Agucchi
Giovanni Battista Agucchi, o anche Agocchi, Agucchia o Dalle Agocchie (Bologna, 1570 – San Salvatore, 1º gennaio 1632), è stato un diplomatico pontificio, arcivescovo cattolico e scrittore ed esperto d'arte italiano, fratello del cardinale Girolamo Agucchi.

## Biografia
Era il figlio di Gian Giorgio Agucchi e Isabella Sega.
Contrariamente a quanto dice il Dizionario Biografico degli Italiani, non fu Giovanni Battista ma il fratello Girolamo ad andare in Francia nel 1592 dallo zio cardinale Filippo Sega. Per molti anni svolse le attività di amministratore dei beni ecclesiastici di Pietro Aldobrandini in Romagna fino al 1599, lontano da Roma ma stipendiato dal cardinale. In seguito alla supposizione di Zygmunt Wazbinsky, diventata negli anni un dato certo, anche in assenza di riscontri documentali presso le sedi archivistiche opportune, Giovan Battista Agucchi sarebbe pure andato a Venezia col cardinale ad aprile nell'anno della Devoluzione di Ferrara allo Stato Pontificio, 1998. Tale affermazione non corrisponde al vero.
Nella missione del card. Aldobrandini in Francia, 1600-1601 (Trattatto di Lione e nozze di Enrico IV con Maria de' Medici), Giovanni Battista andò al seguito come diarista del cardinale e non come segretario (che invece era Erminio Valenti, poi cardinale nel 1604).
G.B. Agucchi fu segretario del cardinale Pietro Aldobrandini solo nel 1604; divenne Maggiordomo per 15 mesi tra il 1605 e i primi del 1607. Andò a Ravenna per pochi mesi al seguito del cardinale ma poi lasciò l'incarico e tornò a Roma per dedicarsi ai suoi studi. Tornò dal cardinale come maggiordomo solo nel 1615 fino alla morte del cardinale nel 1621.
La sua attività più importanti le svolse dopo il 1621, infatti molte di quelle a lui attribuite dal 1593 in poi in realtà erano quelle del fratello col quale è stato sempre confuso dagli storici settecenteschi e contemporanei. Nel 1623 venne nominato da papa Urbano VIII arcivescovo titolare di Amasea e nunzio a Venezia.
Si dedicò a studi astronomici (fu in rapporti epistolari con Galileo Galilei e scrisse il trattato De cometis andato perduto), storici e letterari. Ebbe solidi rapporti d'amicizia e fu un grande estimatore sia di Annibale Carracci sia dell'allievo di questi Domenico Zampieri, detto il Domenichino e scrisse il Trattato della pittura, che sviluppa la teoria classicistica del bello anticipando Giovanni Pietro Bellori.
Il Trattato dell'Agucchi fu redatto probabilmente intorno al 1610, ma non venne dato alle stampe. Esso ci è parzialmente noto in quanto uno stralcio dello scritto venne inserito nella prima edizione de Le Arti di Bologna - raccolta di incisioni tratte da disegni di Annibale Carracci - pubblicata a Roma nel 1646, a cura di Giovanni Antonio Massani, segretario dell'Agucchi. Si ipotizza che il Bellori fosse in possesso del manoscritto di questo Trattato.
Tra i suoi scritti in campo artistico va fatta menzione anche di una lunga e al tempo celebre ekphrasis della Venere dormiente con amorini di Annibale Carracci (Museo Condé di Chantilly), scritto che conosciamo in quanto integralmente riportato da Carlo Cesare Malvasia nel suo Felsina Pittrice (1678).
L'abate Lanzi, nella Storia pittorica dell'Italia (1796), indica l'Agucchi come ideatore dell'iconologia della Galleria Farnese di Annibale Carracci, ipotesi condivisa anche da alcuni studi moderni. Non fu mai coinvolto nei lavori per la villa Aldobrandini di Frascati come iconologo.

## Genealogia episcopale
La genealogia episcopale è:
- Cardinale Scipione Rebiba
- Cardinale Giulio Antonio Santori
- Cardinale Girolamo Bernerio, O.P.
- Arcivescovo Galeazzo Sanvitale
- Cardinale Ludovico Ludovisi
- Arcivescovo Giovanni Battista Agucchia